# Біобіо (провінція)
Провінція Біобіо (ісп. Provincia de Biobío) — провінція в Чилі у складі області Біо-Біо.
Включає 14 комун.
Територія — 17114 км². Населення — 395060 осіб (2017). Щільність населення — 23.08 чел./км².
Адміністративний центр - Лос-Анхелес.

## Географія
Провінція розташована на півдні регіону Біобіо.
Провінція межує:
- на півночі - провінції Ньюбле і Каукенес;
- на сході — провінція Неукен (Аргентина);
- на півдні - провінція Мальєко;
- на заході — провінції Консепсьйон і Арауко.

## Адміністративний поділ
Провінція включає 14 комун:
- Альто-Біобіо, адміністративний центр — Ралько.
- Антуко, адміністративний центр — Антуко.
- Кабреро, адміністративний центр — Кабреро.
- Лаха, адміністративний центр — Лаха.
- Лос-Анхелес, адміністративний центр — Лос-Анхелес.
- Мульчен, адміністративний центр — Мульчен.
- Насім'єнто, адміністративний центр — Насім'єнто.
- Негрете, адміністративний центр — Негрете.
- Кілако, адміністративний центр — Кілако.
- Кільєко, адміністративний центр — Кільєко.
- Сан-Росендо, адміністративний центр — Сан-Росендо.
- Санта-Барбара, адміністративний центр — Санта-Барбара.
- Тукапель, адміністративний центр — Тукапель.
- Юмбель, адміністративний центр — Юмбель.